# 4183 Cuno
4183 Cuno este un asteroid din grupul Apollo, descoperit pe 5 iunie 1959 de Cuno Hoffmeister.